# Баррьентос Ортуньо, Рене
Рене Баррьентос Ортуньо (исп. René Barrientos Ortuño; 30 мая 1919 — 27 апреля 1969) — боливийский государственный деятель, Президент Боливии в 1964—1969 годах.

## Биография
Баррьентос был родом из Тарата (департамент Кочабамба), и был смешанного кечуа и испанского происхождения. Он был кадровым офицером, окончив военную академию в 1943 г. и получив лицензию пилота в 1945 г. В 1940-е гг. он примкнул к реформистскому Революционно-националистическому движению («Movimiento Nacionalista Revolucionario», или MNR). Баррьентос сыграли свою роль в боливийской революции 1952 г., когда «MNR» сверг режим Рохаса Бальивиана и пришла к власти. Именно Баррьентос на самолёте вернул на родину революционного вождя Виктора Пас Эстенссоро. В 1957 г. Баррьентос был назначен командующим боливийскими ВВС.

## Государственный переворот 4 ноября 1964 г
3 ноября 1964 г. гарнизон 7-й дивизии в г. Кочабамбе, которого поддержали другие воинские части, выступил против правительства Паса Эстенссоро. Во главе мятежа стоял генерал Рене Баррьентос. В тот же день под давлением военных Пас Эстенссоро вылетел в Перу. В тот же день главнокомандующий вооруженными силами генерал Овандо Кандиа принял руководство военной правительственной хунтой. 5 ноября было объявлено, что Рене Баррьентос и Овандо Кандиа назначаются сопрезидентами военной правительственной хунты.
За пять лет правления Баррьентоса с помощью армии подавлялось всякое сопротивление его консервативному режиму, в том числе мятеж Че Гевары в 1967 году.
Повышение роли президента в жизни страны означало увеличение количества неприятных инцидентов для Баррьентоса. Например, его правление вошло в историю также таким событием, как «Резня в ночь Святого Хуана» 24 июня 1967 года, когда солдаты открыли огонь по шахтёрам и убили около 30 женщин и мужчин в День Св. Иоанна, называемого по-испански «Día de San Juan» (Диа де Сан-Хуан). Кроме того, крупный скандал разразился в 1968 году, когда верный друг Баррьентоса и тогдашний министр внутренних дел Антонио Аргедас исчез вместе с дневниками Че Гевары и вскоре объявился в Гаване. После этого Аргедас признался, что был тайным сторонником марксизма, а также подверг критике Баррьентоса и многих из его соратников.
В результате серии политических убийств и кампании по борьбе с повстанцами Баррьентос многими расценивался как жестокий диктатор на службе иностранных интересов, скрывавшегося под маской демократа. Стремясь восстановить уважение крестьян Боливии, он совершал поездки по стране, чтобы изложить свою позицию даже в самых маленьких и отдалённых боливийских деревнях. Это была тактика, которая приносила ему хорошие результаты в прошлом, и Барьентос надеялся восстановить свой политический капитал, но по прилёте в Арке (Кочабамба) он погиб 27 апреля 1969 года в результате крушения вертолёта. По сей день циркулирует информация, что вертолёт президента, вероятно, был сбит, однако все исследования заключили, что это был несчастный случай.